# Жаковиці (Великопольське воєводство)
Жаковиці (пол. Żakowice, нім. Sakowitz) — село в Польщі, у гміні Нові Скальмежиці Островського повіту Великопольського воєводства.